# Трептов-парк

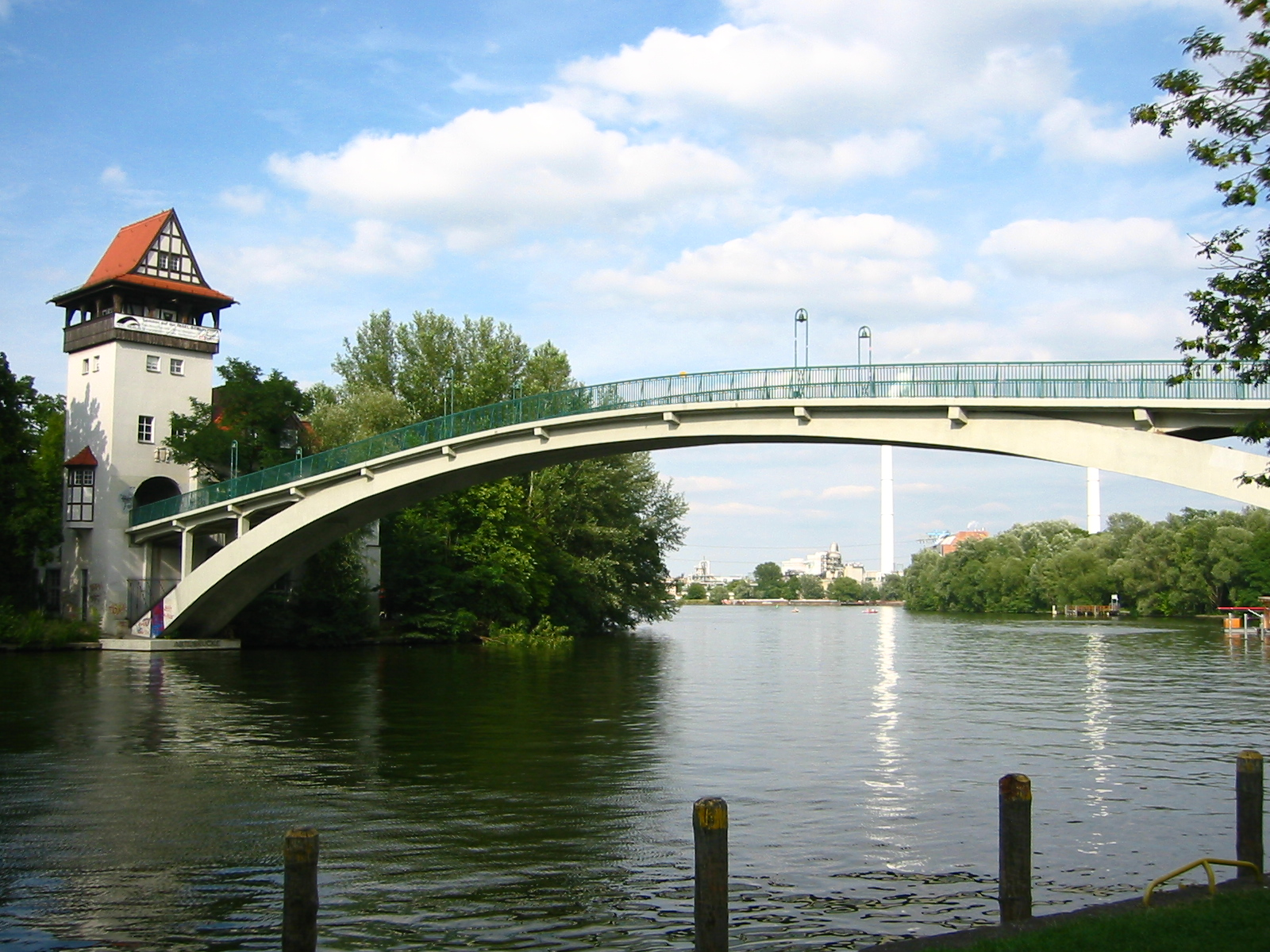
Монастирський міст на території Трептов-парку

Трептов-парк (нім. Treptower Park) — знаменитий берлінський парк, розташований у східній частині міста на березі Шпрее в районі Альт-Трептов в окрузі Трептов-Кепенік, симетрично до розташованого в західній частині Берліна Великого Тіргартена.

## Історія появи

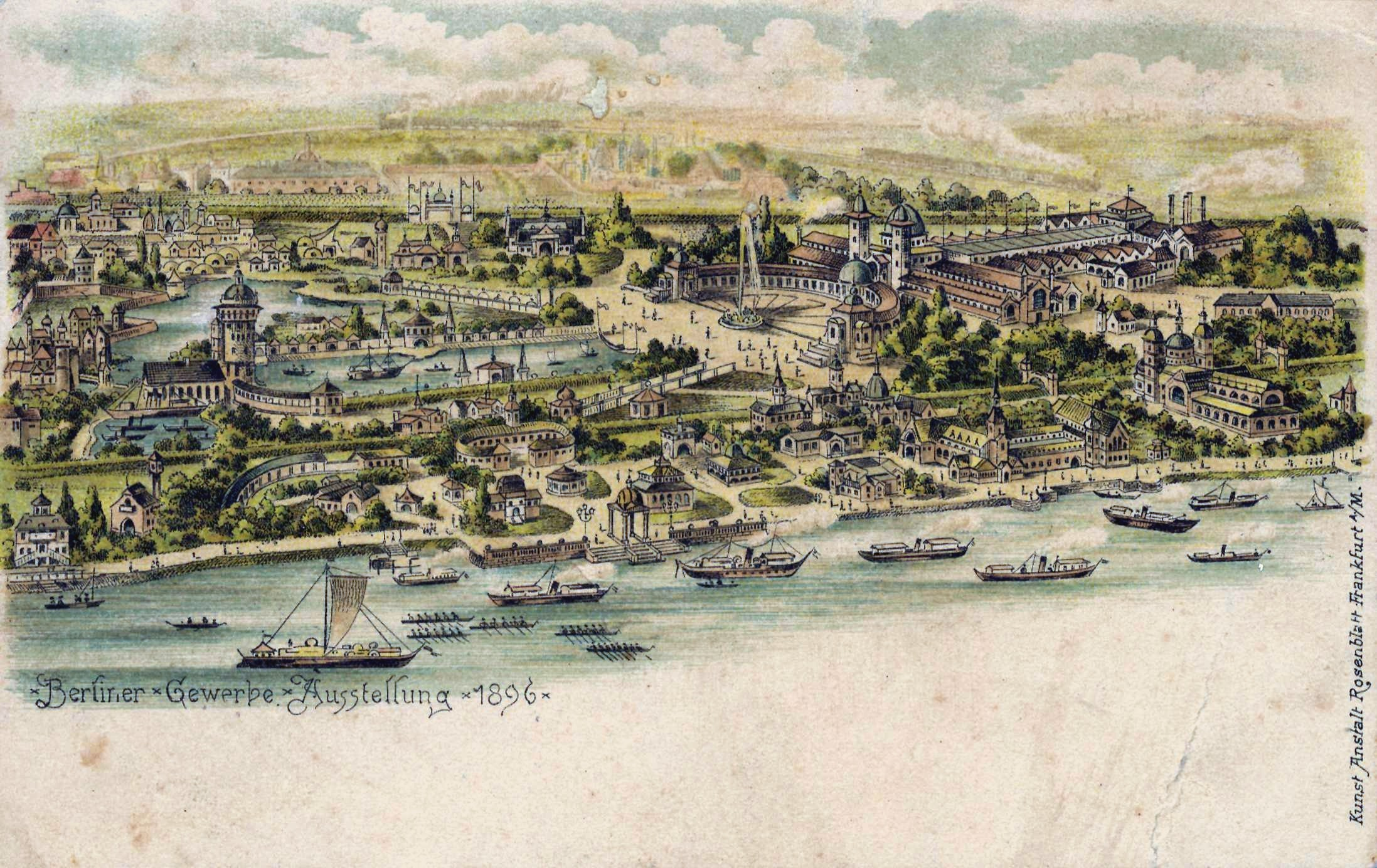
Вид на виставку ремесел 1896

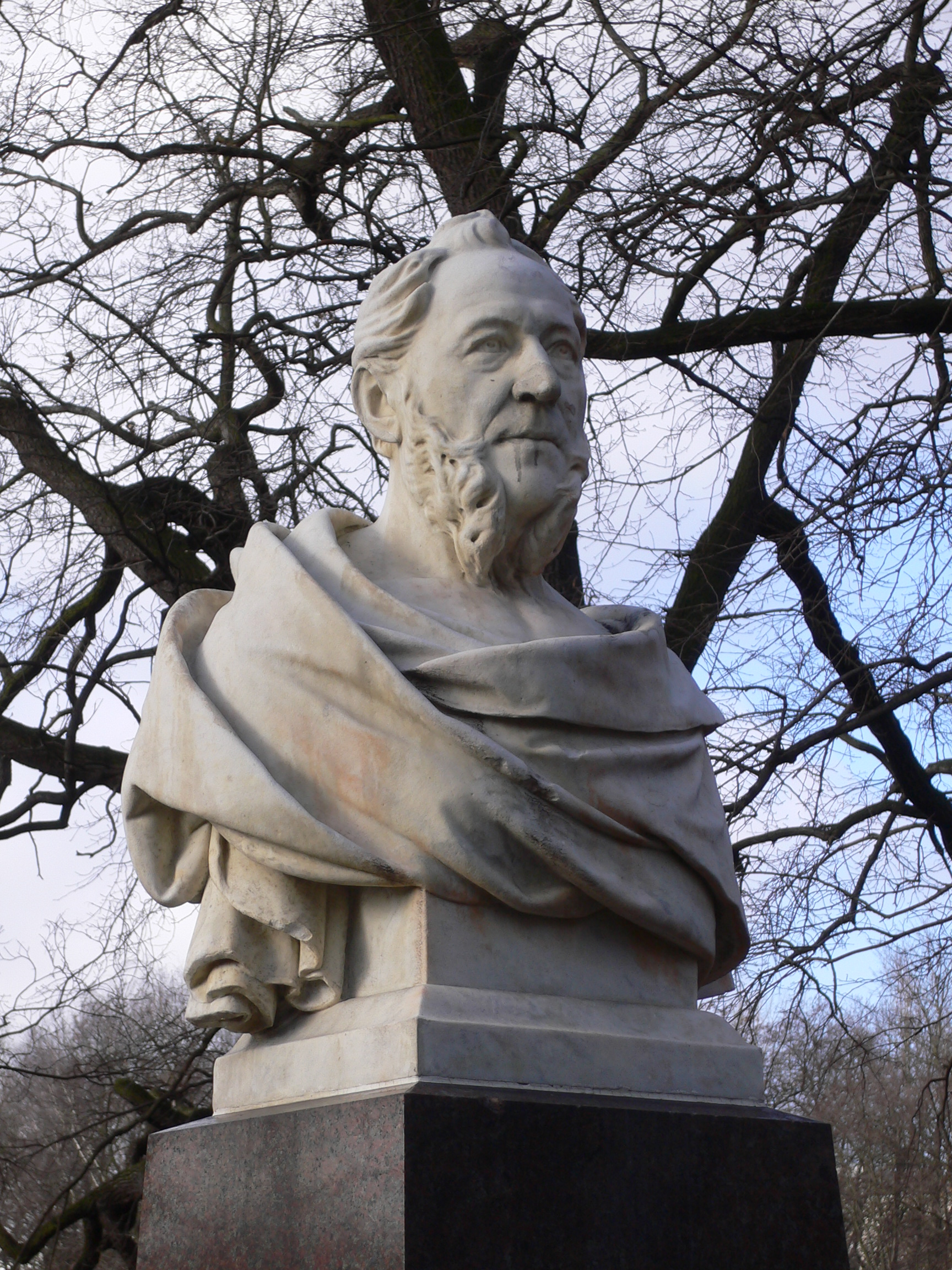
Бюст Густава Маєра

Парк площею 88,2 га був закладений у 1876—1888 роках за проектом директора міських садів Йоганна Генріха Ґустава Маєра. Раніше на цьому місці містилися впорядковані насадження дерев у Трептові, засновані Йоганном Петером Паулем Буші. Витрати на зведення парку становили 1,2 млн марок. Трептов-парк став народним парком, відкритим для жителів міста, що було нововведенням для того часу. У центрі парку був великий луг у формі іподрому для занять іграми і спортом завдовжки 250 м та завширшки 100 м.
Із 1 травня по 15 жовтня 1896 в Трептов-парку відбувалася Берлінська виставка ремесел.
На відзначення заслуг Густава Маєра в західній частині парку встановлено його бюст роботи скульптора Альберта Авґуста Манті.
У 1957—1958 ландшафтний архітектор Георг Пніовер заклав у Трептов-парку сад соняшника, пізніше в Трептов-парку з'явився і трояндовий сад у 25 тис. трояндових кущів. У парку встановлено скульптури, функціонує фонтан.

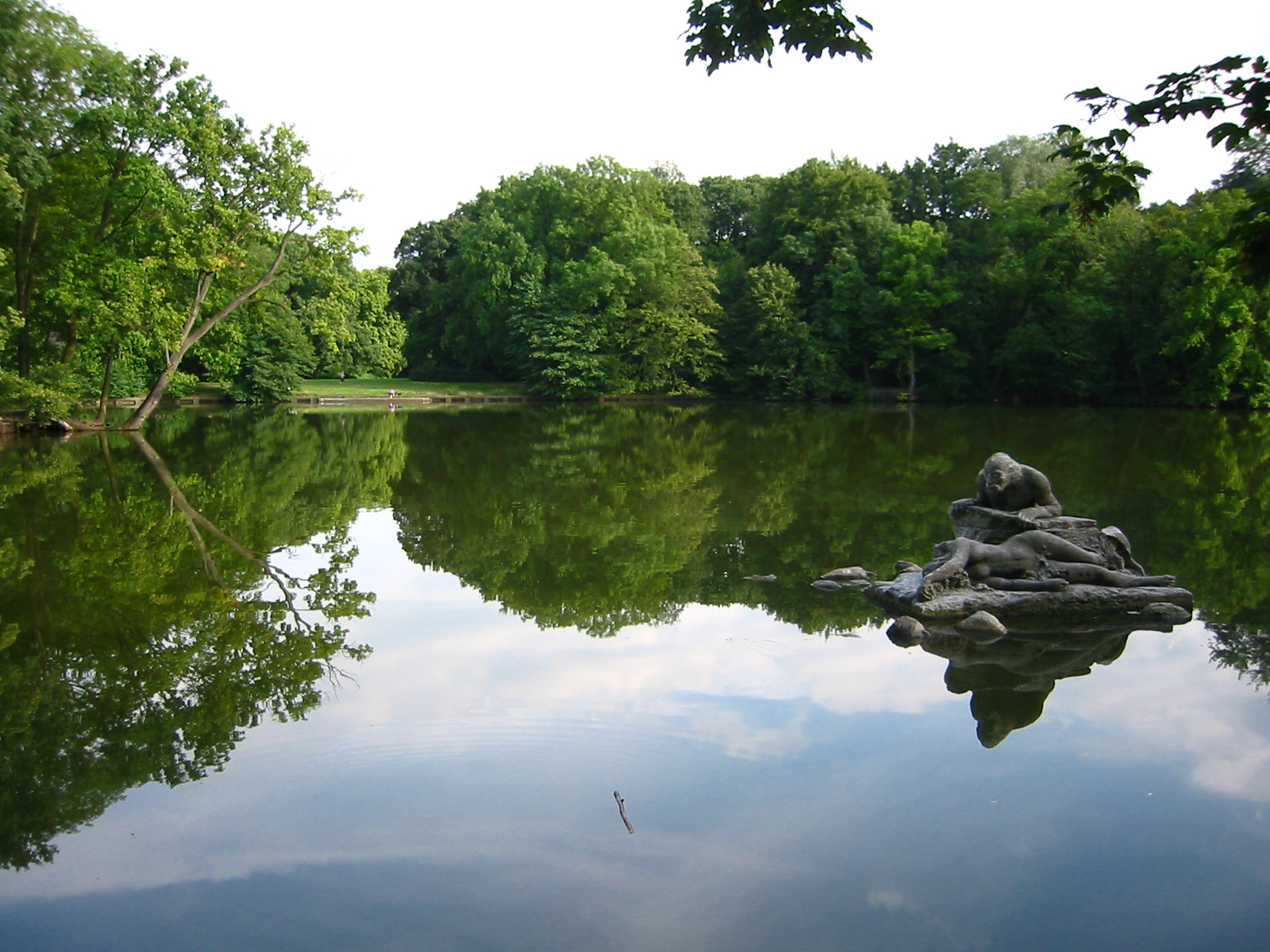
Ставок із коропами

## Опис і положення
У північній частині парку межує з комплексом Treptowers, до якого входить найвища офісна будівля Берліна компанії «Allianz SE», яка стала новим символом району. Між Treptowers і парком розташовується вокзал Трептов-парк кільцевої залізниці Берліна. На південному сході парк межує з районом Плентервальд і колишнім парком розваг Шпреепарк.
У парку є пристань для прогулянкових кораблів.
У центральній частині парку на великій галявині розташований монумент Воїну-визволителю, установлений у 1946-1949 на місці поховання понад 5 тисяч радянських солдатів, полеглих у Другу світову війну.

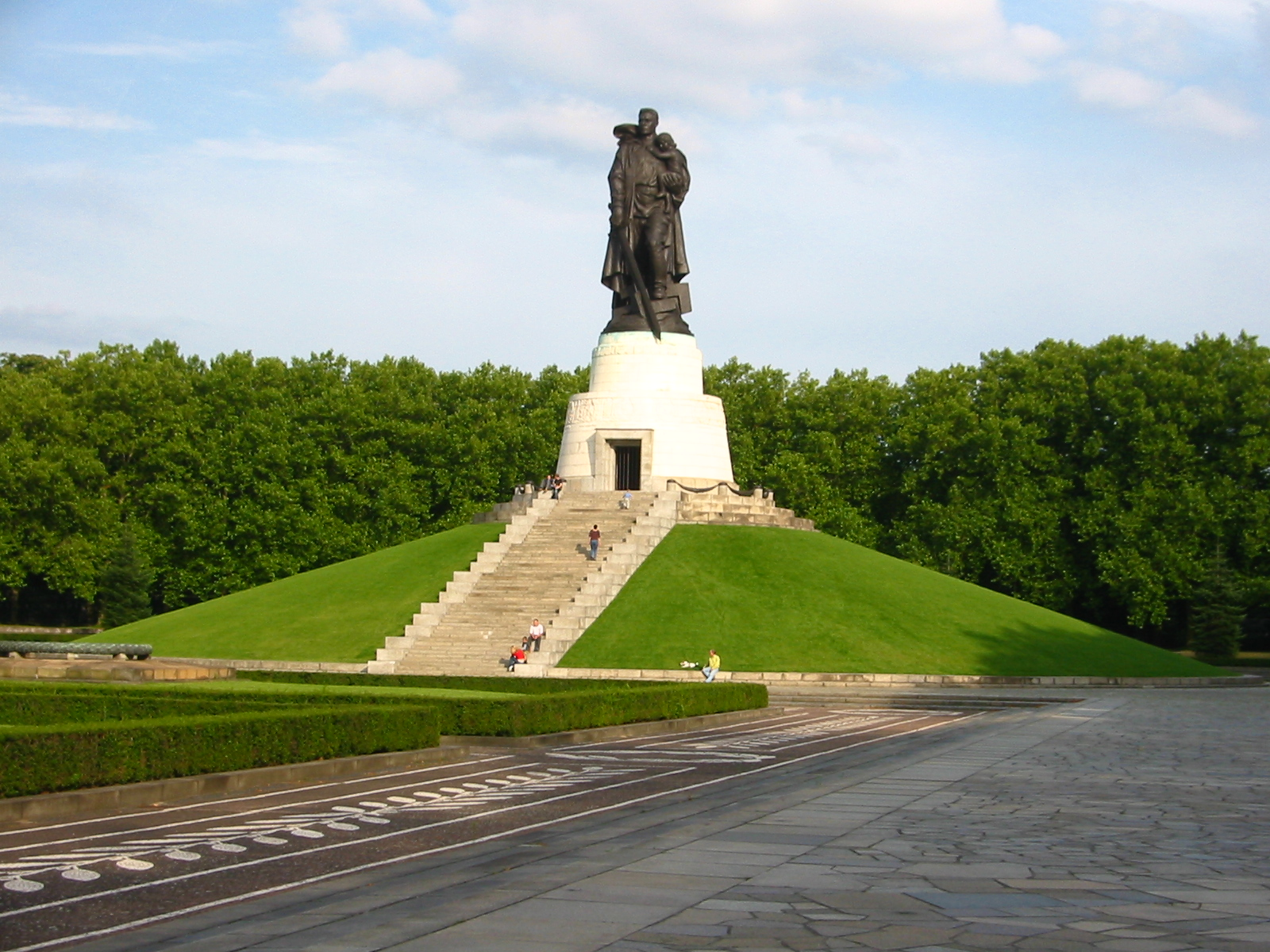
Монумент Воїну-визволителю